# Паниранские цвета
Паниранские цвета, красный, белый и зелёный — цвета, используемые на флагах большинства иранских государств и народов. Их использование символизирует общее начало ираноязычных народов.

## История
Паниранские цвета уходят корнями в глубокую древность. Согласно Авесте, полноправное свободное население древнеиранского общества делилось на три сословия, каждое из которых ассоциировалось с определенным цветом:
- военная знать (авест. raθaē-štar-) — красный цвет — символ воинской доблести и самопожертвования во имя высоких идеалов, поэтому считается самым почитаемым и благородным;
- духовенство-атраваны (авест. āθravan-, aθaurvan-) — белый цвет — символизирует духовность, моральную чистоту и святость;
- свободные общинники (сословие скотоводов-земледельцев) (авест. vāstrya.fšuyant-) — зеленый цвет — символизирует природу, молодость и процветание.[2]

По сей день на Памире красный цвет символизирует счастье, благополучие и радость, белый — чистоту и ясность, зелёный цвет — молодость и процветание.

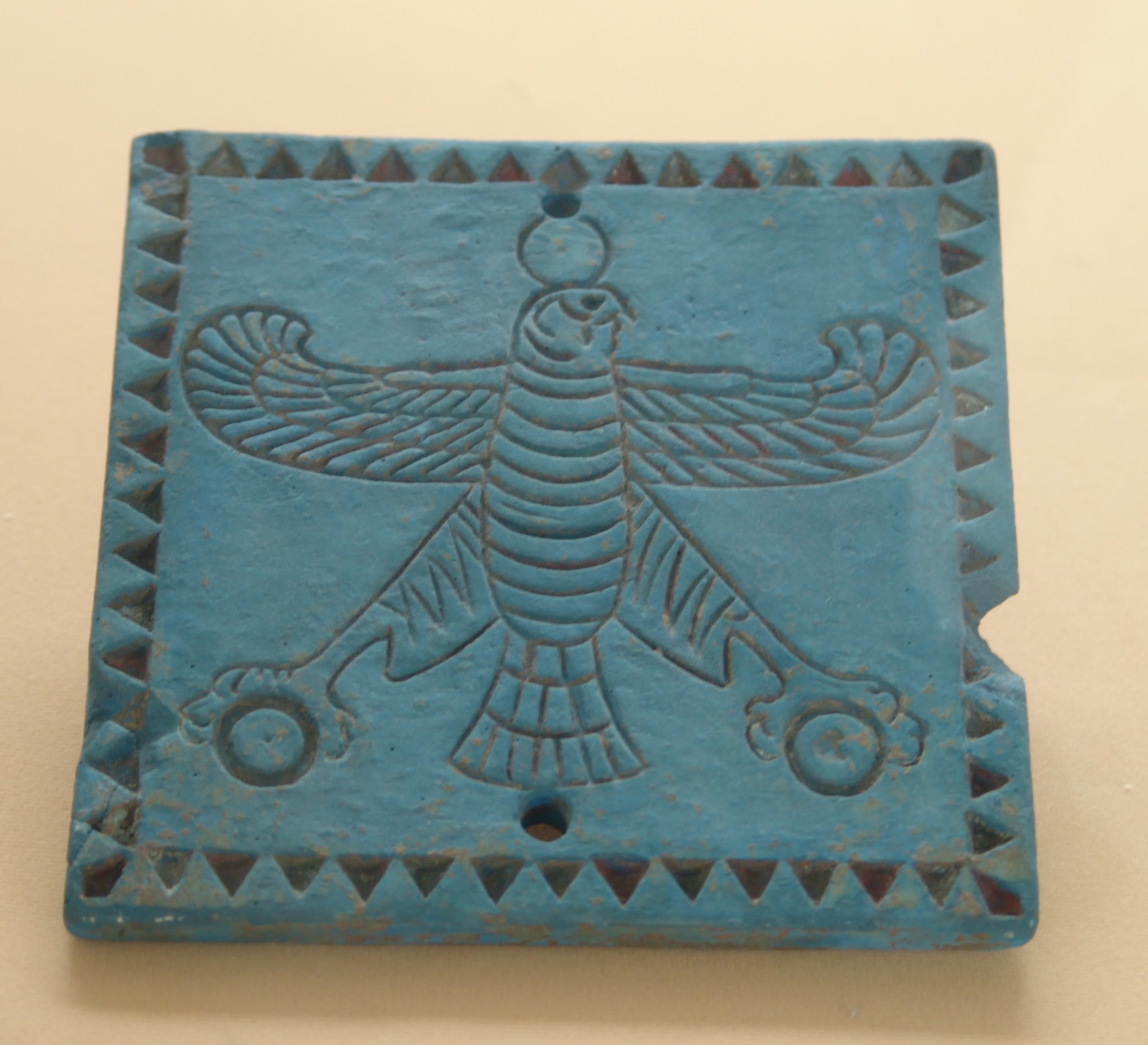
Штандарт Ахеменидов в Иранском национальном музее

Традиция использования красного, белого и зелёного цветов была заложена в Ахеменидской империи (558—330 до н. э.). Штандарт Ахеменидов упоминается Ксенофонтом в «Анабасисе» (I, X) и «Киропедии» (VII, 1, 4) как «золотой орел, поднятый на длинное копье». Изображения ахеменидских штандартов сохранились на настенных росписях дворца Ападана в Персеполе. При раскопках в столице Ахеменидов археологами был обнаружен штандарт с изображением золотого орла с распростертыми крыльями, держащего в каждой лапе по одному золотому венцу. Штандарт по периметру имел кайму из красно-бело-зеленых треугольников.
Судя по Александровой мозаике, штандарт Ахеменидов был красного цвета.
Найденный в Ападане штандарт экспонируется в Иранском национальном историко-археологическом музее «Музей Иран Бастан» под № 2436.

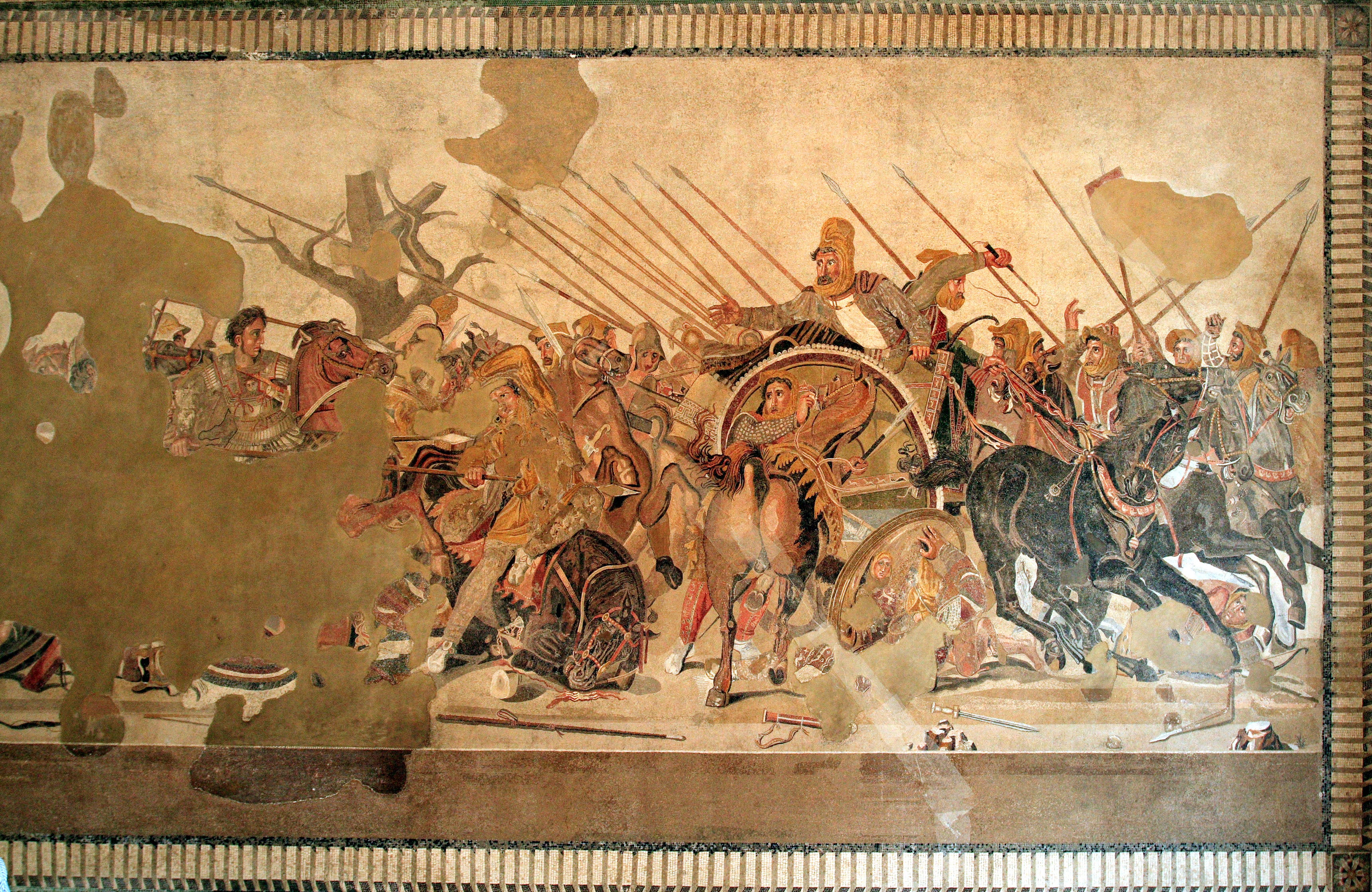
Александрова мозаика

Символическая роль золота как солнечного металла, в то время как серебро соотносится с Луной, отчетливо прослеживается в древнеиранской культуре. Символика металлов была связана с делением общества у всех иранских народов на три сословия — воинов, жрецов и свободных общинников — земледельцев и скотоводов. По этой схеме царскому, или воинскому сословию (поскольку царь — обязательно воин и происходит из воинского сословия) соответствовали золото и красный цвет, а жреческому — серебро и белый цвет. Сословию свободных общинников первоначально соответствовал голубой, а впоследствии — зеленый цвет.
Во флагах современных государственных образований иранских народов паниранские цвета интерпретируются по-разному и имеют различные символические значения.

## Флаги, использующие паниранские цвета

Флаг Ирана
Флаг Таджикистана
Флаг Курдистана

## Флаги иранских стран, использующие паниранские цвета частично

Флаг Южной Осетии

## Бывшие флаги с паниранскими цветами

Флаг Ирана в 1964—1980 гг.
Флаг Ирана в 1925—1964 гг.
Флаг Ирана в 1910—1925 гг.
Флаг Ирана в 1907—1910 гг.
Флаг Таджикской ССР в 1953—1991 гг.
Флаг Таджикистана в 1991—1992 гг.
Флаг Исламской Республики Афганистан
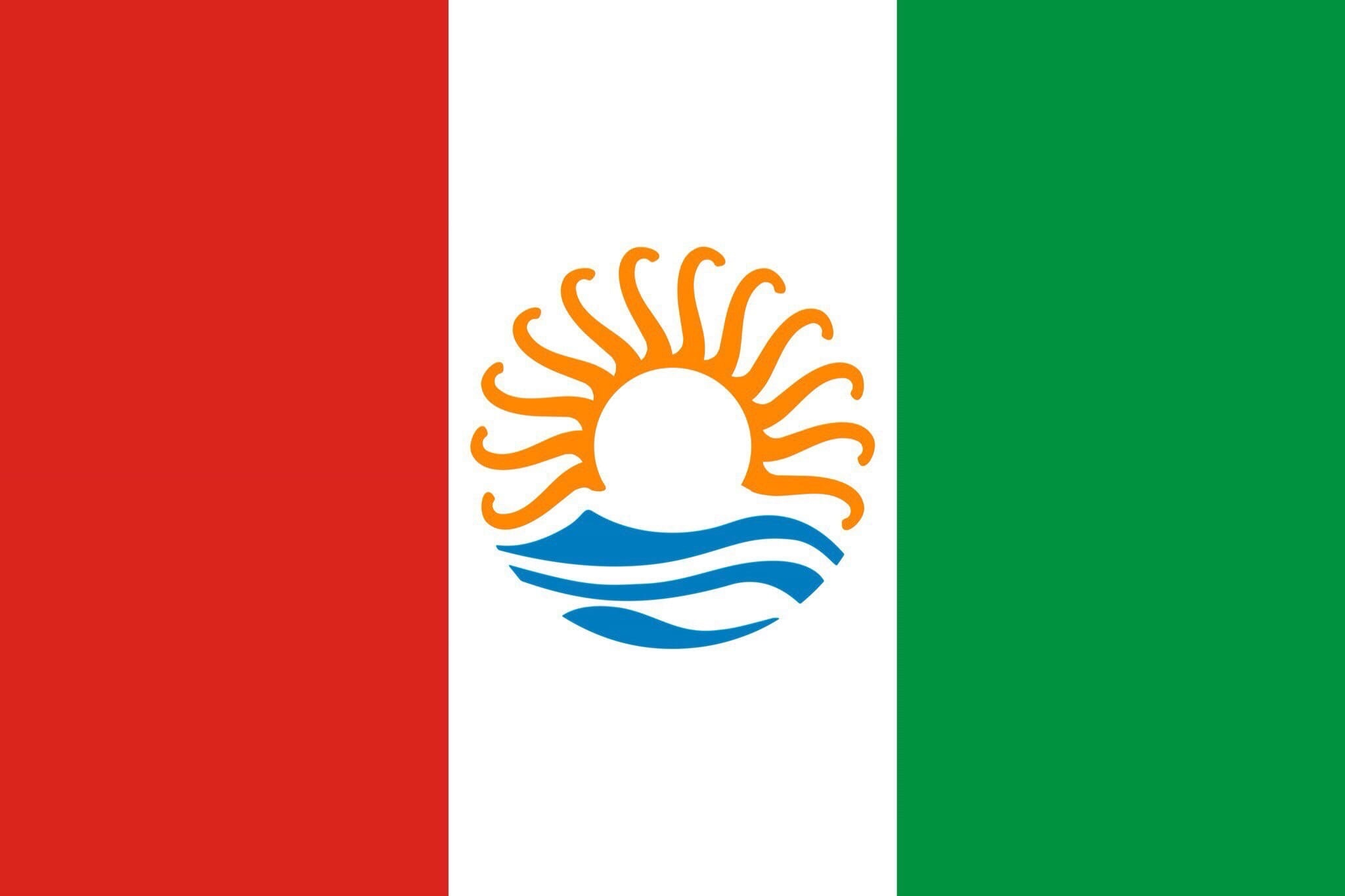
Флаг Талыш-Муганской Автономной Республики

## Флаги государств, не имеющие отношения к иранским народам

Флаг Беларуси
Флаг Болгарии
Флаг Венгрии
Флаг Италии
Флаг Мексики
Флаг Мадагаскара
Флаг Омана